# Bladh (släkt)
Bladh är en svensk och finländsk släkt.
Släktens stamfader, Petrus Andreae Blaad Sudermannus (död 1691) var lagläsare i Åbo, och kom av namnet att döma från Södermanland. En son till honom, Johan Blaadh d.ä. (ca 1680-1737) var handlande i Nykarleby till stora nordiska kriget, då han flyttade sin affärsverksamhet till Vasa. I Vasa blev han riksdagsman och rådman, och drev med framgång borgarnas kamp mot bondeseglationen. Johan Blaadhs hustru, Beata Liljelund, var dotter till affärsmannen i Vasa, Hans Liljelund, och tillhörde en släkt av skeppsredare i staden vilka var bördiga från Holmön och bössmeden Nils Hansson, som ställde till med kalabalik bland Vasas borgare för sina vapenaffärer med bönderna. Släkten Bladh kom att gynnas av att bottniska handelstvånget försvann. Efter att Johan Bladh d.ä. avlidit fick Beata Liljelund 1740  privilegium på en tobaksfabrik som sedan ärvdes inom släkten. 
En son till dessa, köpmannen Michael Bladh i Vasa, var far till Anna Kristina Bladh som gifte sig af Wetterstedt och blev mor till Gustaf af Wetterstedt. Michael Bladhs syster Sofia Beata Bladh gifte sig med Abraham Falander adlad  Wasastjerna. Deras bror Johan Bladh var industriman och köpte Benvik och Kaskö, och var far till Peter Johan Bladh, professor Anders Blad, och farfar till Arvid Wilhelm Bladh som blev en framgångsrik handelsman i Rio de Janeiro. Till släkten hörde också Christina Bladh som var hustru till Johan Jacob Kijk, och mor till Michael Grubbs hustru; den senare var kompanjon med Peter Johan Bladh och hustrun var hans syster Catharina Elisabet Grubbs styvdotter.